# Bulbophyllum ichthyosme
Bulbophyllum ichthyosme är en orkidéart som beskrevs av Jaap J. Vermeulen. Bulbophyllum ichthyosme ingår i släktet Bulbophyllum och familjen orkidéer. Inga underarter finns listade i Catalogue of Life.